# Götz George
Götz George (23. července 1938 Berlín – 19. června 2016 Hamburk) byl německý herec. Popularitu získal především svou rolí duisburgského komisaře Horsta Schimanského v krimi seriálu Místo činu.

## Rodinný život
Narodil se 23. července 1938 v Berlíně do herecké rodiny: otec Heinrich George byl známou filmovou a divadelní hvězdou své doby, jeho matka Berta Drews známou herečkou. Křestní jméno získal dle oblíbené otcovy hry Götz von Berlichigen. Otec zemřel v Sověty řízeném spojeneckém internačním táboře Speziallager Nr. 7 Sachsenhausen. Vyrůstal spolu se svým starším bratrem Janem (* 1931) s matkou v Berlíně, kde navštěvoval Berthold-Otto-Schule a později Lyceum Alpinum ve švýcarském Zuozu. Jan se stal fotografem, natáčel dokumentární filmy a reklamy.
V letech 1966 až 1976 byl ženatý s herečkou Loni von Friedl, s níž měl dceru. Od roku 1997 žil s novinářkou Marikou Ullrichovou.

## Profesní kariéra
Debutoval roku 1950 v Hebbelově divadle v Berlíně ve hře Williama Saroyana Mé srdce je v horách. Ve filmu se objevil poprvé v malé roli roku 1953 po boku Romy Schneiderové v titulu Šeříky až bílé začnou kvést (Wenn der weiße Flieder wieder blüht). V hlavní filmové roli účinkoval poprvé v roce 1956 ve filmu Alter Kahn und junge Liebe. V šedesátých letech vešel v širší povědomí účinkováním ve filmech na motivy románů Karla Maye (Poklad na Stříbrném jezeře, Mezi supy a Vinnetou a míšenka Apanači), v nichž hrál postupně roli Freda Engela, Martina Baumanna a Jeffa Browna. V osmdesátých letech se poprvé objevil jako komisař Schimanski v televizním seriálu Místo činu a později v seriálu Schimanski.
Poslední Georgeho role před kamerou byla v kriminálním dramatu německé televize ARD Špatné počasí (Böse Wetter). Zemřel v 77 letech 19. června 2016.